# Scopula roezaria
Scopula roezaria är en fjärilsart som beskrevs av Swinhoe 1904. Scopula roezaria ingår i släktet Scopula och familjen mätare. Inga underarter finns listade.